# Ymir (satelit)
Ymir /'i.mir/, sau Saturn XIX, este un satelit neregulat retrograd al lui Saturn. A fost descoperit de Brett J. Gladman⁠(d), et al. în 2000, și a primit denumirea temporară S/2000 S 1. A fost numit în august 2003, din mitologia nordică, unde Ymir este strămoșul tuturor Jotunilor sau giganți de brumă. 
Are nevoie de 3,6 ani pământești pentru a finaliza o orbită în jurul lui Saturn. Dintre sateliții care au nevoie de mai mult de 3 ani pământești pentru a-l orbita Saturn, Ymir este cel mai mare, având aproximativ 18 kilometri (11 mi) în diametru. 

Ymir fotografiat de pe 23 septembrie 2000